# دلهره (فیلم ۲۰۱۷)
دلهره 
(به تلوگویی: Aakatayi) فیلمی محصول سال ۲۰۱۷ و به کارگردانی رام بیمانا است. در این فیلم بازیگرانی همچون آشیش راج، روکشار دیلون، سومان و آمیشا پاتل ایفای نقش کرده‌اند.